# Initiative populaire « Sauvegarde des droits populaires et de la sécurité lors de la construction et de l'exploitation d'installations atomiques »
L'initiative populaire  « Sauvegarde des droits populaires et de la sécurité lors de la construction et de l'exploitation d'installations atomiques » est une initiative populaire suisse, rejetée par le peuple et les cantons le 18 février 1979.

## Contenu
L'initiative propose de créer sept nouveaux alinéas à l'article 24quinquies de la Constitution fédérale pour limiter la construction de « centrales atomiques et les installations de production, de traitement et de stockage de combustibles nucléaires et de déchets radioactifs » en les subordonnant à l'octroi, par l'Assemblée fédérale, d'une concession de 25 ans maximum et devant être approuvée par l'ensemble des cantons et communes situées dans un rayon de 30 kilomètres autour de l'installation.
Le texte complet de l'initiative peut être consulté sur le site de la Chancellerie fédérale.

## Déroulement

### Contexte historique
La décision d'assurer une partie de la production d'électricité par les centrales nucléaires date des années 1963 - 1964 lorsque le Conseil fédéral fait cette recommandation dans son rapport de gestion. Les premières centrales sont construites dans les années suivantes et ce n'est qu'en 1975, lors du début de la construction de la centrale de Kaiseraugst, que les premières manifestations populaires contre l'industrie nucléaire en Suisse sont organisées.
En parallèle à cette initiative, une seconde, intitulée « pour l'interruption du programme d'exploitation de l'énergie nucléaire » est lancée par le même comité pour interdire la construction de toute nouvelle centrale sur le territoire national. Cette dernière n'obtiendra cependant pas le nombre de signatures nécessaire.

### Récolte des signatures et dépôt de l'initiative
La récolte des 100 000 signatures nécessaires a débuté le 9 juin 1975. Le 20 mai de l'année suivante, l'initiative a été déposée à la chancellerie fédérale qui l'a déclarée valide le 18 juin.

### Discussions et recommandations des autorités
Le parlement et par le Conseil fédéral ont recommandé le rejet de cette initiative. Dans son messages aux Chambres fédérales, le gouvernement remet en cause l'idée de devoir obtenir l'accord de tous les cantons et communes dans une région délimitée jugeant cette mesure trop hasardeuse et visant « donc à retirer à l'État fédéral la liberté de décision dans une question d'importance nationale ».
Le Conseil fédéral reconnait cependant la nécessite d'apporter certaines modifications à la loi, en particulier sur la procédure d'autorisation des installations atomiques qui doit permettre à la population de s'exprimer sur le sujet et qui doit répondre à un besoin réel ; il présente donc, sous la forme d'un contre-projet indirect, une modification de la loi sur l'énergie atomique portant sur ces différents points.
La Conférence des évêques suisses adopte une attitude prudente dans sa lettre pastorale intitulée Energie et style de vie, mais une prise de position contraire de la part de Louis-Séverin Haller, appuyée d'une brochure largement diffusée, déclenche une polémique embarrassante pour la Conférence épiscopale, celle-ci étant suspectée de laisser dire tout haut à un évêque à la retraite ce qu’elle pense tout bas.

### Votation
Soumise à la votation le 18 février 1979, l'initiative est refusée par 12 4/2 cantons et par 51,2 % des suffrages exprimés. Le tableau ci-dessous détaille les résultats par cantons :
Cette initiative est la première sur laquelle le canton du Jura, créé deux ans plus tôt, est amené à s'exprimer.

## Effets
L'arrêté fédéral présenté comme contre-projet indirect à cette initiative est accepté en votation le 20 mai 1979.
Le 23 septembre 1984 ce sont les deux nouvelles initiatives jumelles demandant l'arrêt de la construction de centrales nucléaires « pour un approvisionnement en énergie sûr, économique et respectueux de l'environnement » et « pour un avenir sans nouvelles centrales atomiques » qui sont rejetées en votation populaire par respectivement 54,2 % et 55 % des votants.
Après ces différents refus, l'initiative populaire « Halte à la construction de centrales nucléaires (moratoire) » qui propose d'instaurer un moratoire de 10 ans sur toute construction de nouvelle centrale nucléaire, est lancée en 1986 en parallèle avec l'initiative populaire « pour un abandon progressif de l'énergie atomique » à la suite de la proposition de créer une nouvelle centrale nucléaire à Kaiseraugst et à la suite de la catastrophe de Tchernobyl du 26 avril 1986. Si la première initiative est acceptée par 54,5 % des votants, la seconde est refusée par 52,9 % lors de la votation du 23 septembre 1990.
Dix ans après cette votation, deux nouvelles initiatives, appelées Initiative populaire « Moratoire-plus - Pour la prolongation du moratoire dans la construction de centrales nucléaires et la limitation du risque nucléaire » et Initiative populaire « Sortir du nucléaire - Pour un tournant dans le domaine de l'énergie et pour la désaffectation progressive des centrales nucléaires », sont proposées en votation pour, respectivement, prolonger de 10 ans supplémentaires le moratoire alors en vigueur et abandonner progressivement l'utilisation de l'énergie nucléaire. Les deux objets seront refusés en votation le 18 mai 2003.